# Cyperus ovatus
Cyperus ovatus là loài thực vật có hoa trong họ Cói. Loài này được Baldwin mô tả khoa học đầu tiên năm 1825.